# Monti Humboldt
I monti Humboldt sono una catena montuosa dell'Antartide facente parte del più grande insieme montuoso dei monti Wohlthat, di cui costituiscono il braccio occidentale. Situata nella Terra della Regina Maud e in particolare in corrispondenza della costa della Principessa Astrid, la formazione si trova subito a ovest delle dorsali Petermann e le sue vette raggiungono i 2830 m s.l.m. con il monte Skarshovden.

## Storia
I monti Humboldt sono stati scoperti e fotografati durante la spedizione Nuova Svevia, 1938-39, comandata dal capitano tedesco Alfred Ritscher, e così battezzati in onore del famoso naturalista e geografo tedesco Alexander von Humboldt.
 L'8 dicembre 1990, tre membri della nona spedizione indiana di ricerca antartica, membri del dipartimento geologico indiano, morirono in un incidente avvenuto in quest'area. Per questo, presso punto India, situato sempre nei monti Humboldt, è stata posta una placca commemorativa in loro onore che, assecondando una proposta dell'India avanzata a una riunione consultiva dei partecipanti al Trattato Antartico, è stata inserita nell'elenco dei siti di interesse storico e monumenti dell'Antartide.